# Episke cyklus
Den episke cyklus (gr.: Επικός Κύκλος, Epikos Kyklos) var en samling af oldgræske episk digte omhandlende den trojanske krig. Forskere har sommetider tilføjet de to homeriske epos, Iliaden og Odysseen, men udtrykket den episke cyklus anvendes normalt udelukkende, til at henvise til at ikke-homeriske digte adskiller sig fra de homeriske.

## Beviser for den Episke cyklus' eksistens
Kun Iliaden og Odysseen har overlevet til vores tid, ud af de andre digte har kun et par linjer overlevet på lasede rester af papyrus, dog bliver dele af de andre episke digte citeret af senere forfattere. Det meste af vores viden om den episke cyklus kommer fra et afbrudt sammendrag af dem, der tjener som en del af forordet til det berømte 10. århundredes Iliaden-manuskript Venetus A, der betragtes af nogle som den bedste udgave af Iliaden; forordet er beskadiget og mangler Kypria, og skal suppleres med andre kilder (resumét af Kypria er bevaret i flere andre manuskripter, som hver dog kun indeholder dette ene digt.) Resumét kommer fra et større værk.
Dette større værk er kaldet Krestomi og er skrevet af én ved navn Proklos. Som det beskrives af Fotios i sin Bibliotheca, gives der rigeligt med informationer til at påvise, at Venetus A er uddrag som stammer fra det samme værk som Krestomi. Kun lidt er kendt om Proklos, bortset fra at han er bestemt ikke er den samme som filosoffen Proklos. Nogle har troet, at det kunne være den samme person som den mindre kendte grammatiker Eutychios Proklos som levede i det 2. århundrede , men det er også muligt at han er simpelthen en ellers ukendt person.

## Modtagelse og indflydelse
Tekst mangler, hjælp os med at skrive teksten

## Indhold
| Titel                                              | Længde (bøger) | Tilskrives          | Indhold |
| -------------------------------------------------- | -------------- | ------------------- | --- |
| Kypria                                             | 11             | Stasinos            | Begivenhederne der førte til den trojanske krig og de første ni år efter konflikten, særligt Paris' dom. |
| Iliaden                                            | 24             | Homer               | Achilleus' stridighed med Agamemnon og efterfølgende med den trojanske prins Hektor, som ender med at Achilleus slår Hektor ihjel som hævn for drabet på Patroklos og om Priamos, der foretræder Achilleus for at få udleveret Hektor's lig. |
| Aethiopis                                          | 5              | Arktinos            | Ankomsten af de trojanske allierede, amazonen Penthesilea og Memnon; deres død forårsaget af Achilleus som hævn på drabet af Antilokos; Achilleus' egen død.                                                                                 |
| Lille-Iliaden                                      | 4              | Lesches             | Begivenhederne efter Achilleus' død, inkluderede konstruktionen af Den trojanske hest. |
| Ilioupersis (Iliou persis) ("Ilions' ødelæggelse") | 2              | Arktinos            | Grækernes ødelæggelse af byen Troja. |
| Nostoi ("Hjemkomst")                               | 5              | Agias eller Eumelos | Tilbagerejsen for de græske styrker og begivenhederne der finder sted da de når hjem, inkluderende Agamemnon og Menelaos' hjemkomst. |
| Odysseen                                           | 24             | Homer               | Enden af Odysseus' rejse hjem og hans gengældelse mod sin kone Penelope's bejlere, som har raget hans ejendom til sig i hans fravær. |
| Telegoneia                                         | 2              | Eugammon            | Odysseus' rejse til Thesprotia og tilbage til Ithaka, og hans død forårsaget af sin uægte søn Telegonos. |

### Yderligere læsning
- Burgess, J.S. 2001, The Tradition of the Trojan War in Homer and the Epic Cycle (Baltimore). ISBN 0-8018-7890-X (pbk)
- Davies, M. 1989, The Greek Epic Cycle (Bristol). ISBN 1-85399-039-6 (pbk)
- Kullmann, W. 1960, Die Quellen der Ilias (troischer Sagenkreis) (Wiesbaden). ISBN 3-515-00235-9 (1998 genoptryk)
- Monro, D.B. 1883, "On the Fragment of Proclus' Abstract of the Epic Cycle Contained in the Codex Venetus of the Iliad", Journal of Hellenic Studies 4: 305-334.
- Monro, D.B. 1901, Homer's Odyssey, books XIII-XXIV (Oxford), pp. 340-84. (udgave er ude af tryk)
- Severyns, A. 1928, Le cycle épique dans l'école d'Aristarque (Liège, Paris). (udgave er ude af tryk)
- Severyns, A. 1938, 1938, 1953, 1963, Recherches sur la "Chrestomathie" de Proclos, 4 vols. (Bibliothèque de la faculté de philosophie et lettres de l'université de Liège fascc. 78, 79, 132, 170; Paris). (bind. 1 og 2 er om Proklos, 3 og 4 om andre manuskripter.)
- Severyns, A. 1962, Texte et apparat, histoire critique d'une tradition imprimée (Brussel).